# 東大路 (新竹市)
東大路（Dongda Rd.）為臺灣新竹市的交通要道之一，大部分路段隸屬於縣道122號的一部份。大致呈西北─東南向，因其為新竹市街之東，故命名為東大路。東大路共有四段，東起公園路，穿越新竹市區；西至新竹漁港，為新竹市區連絡南寮與西濱的重要道路。

## 歷史
1917年（大正六年）新竹街市區改正計畫中，自新竹公路到旭町官舍的市街道路。1930年（昭和五年），街道延伸至舊港，並於1936年全線開通。二戰結束後，1953年拓寬並改善路面，以其居新竹市區之東，命名為東大路。

## 通過行政區域
（由東南至西北）
- 東區
- 北區

## 分段
東大路共分為四段：
- 一段：東端經東大陸橋跨越鐵路至公園路；經東大高架道與光復路二段相接，西於北大路與東大路二段相接。
- 二段：東於北大路與東大路一段相接，西於吉羊路與東大路三段相接。
- 三段：東於吉羊路與東大路二段相接，西於延平路三段與東大路四段相接。
- 四段：東於延平路三段與東大路三段相接，西至新港三路。

## 車道配置
(由東南至西北)

| - 公園路－南大路： - 西北向：一車道 - 東南向：二車道 - 南大路-民族路： - 高架橋路段：單向二車道（僅限往東南向之大小客車(大貨車除外)及250cc以上之重型機車通行） - 平面路段（台鐵兩側）：雙向各一車道 - 地下道路段：雙向各一車道（限機慢車通行） - 民族路－世界街：雙向各二車道 - 世界街－北大路： - 快車道：雙向各一車道 - 慢車道：雙向各一車道 | - 北大路－鐵道路二段和鐵道路三段 - 快車道：雙向各二車道（全線禁行機慢車） - 慢車道：雙向各一車道 - 設置中央綠化安全島及快慢車道綠化分隔島 - 鐵道路二段和鐵道路三段－鐵濱路和東大路四段304巷：雙向各一車道 - 鐵濱路和東大路四段304巷－新港三路：雙向各二車道及中央綠化安全島 |  |

## 沿線設施
(由東南至西北)

| - 國立新竹女子高級中學（中華路二段270號） - 新竹市東區東門國民小學 （页面存档备份，存于）（民族路33號） - 中央公園 - 新竹市政府文化局（15巷1號） - 新竹市政府文化局圖書館（15巷1號） - 黑蝙蝠中隊文物陳列館（16號） - 台新國際商業銀行新竹分行（83號） - 新竹市眷村博物館（105號） - 彰化商業銀行北新竹分行（110號） - 敦煌書局新竹營業所（147號） - 新竹市北區載熙國民小學（386號） - 中華郵政新竹樹林頭郵局 （页面存档备份，存于）（449號） - 樹林頭夜市 - 新竹市公有士林零售市場（477號） - 新竹市樹林頭公園 - 新竹市農會 （页面存档备份，存于）樹林頭辦事處（575號） | - 新竹市北區南寮國民小學 （页面存档备份，存于）（465號） - 新竹市政府消防局第一大隊南寮分隊（539號） - 新竹市政府警察局第一分局南寮派出所（541號） - 台新國際商業銀行南寮分行（543號） - 新竹市北區南寮市場（32號） - 漁港環保公園 - 新竹漁港 - 新竹區漁會（315號） |  |